# Ovejas negras
Ovejas negras és una pel·lícula espanyola dirigida el 1990 per José María Carreño Bermúdez, autor també del guió. Ha estat la primera i última pel·lícula dirigida per aquest director, on fa una crítica a l'educació catòlica a Espanya durant el franquisme en clau de comèdia negra amb influències d'Alfred Hitchcock i Luis Buñuel i connotacions autobiogràfiques.

## Argument
Adolfo de la Cruz, de 45 anys, visita un antic professor seu, el pare Benito, actual rector de l'escola on va estudiar. Quan es troben li explica una història confidencial de quan era nen. Després de la mort del seu germà Fernando, que tenia relacions sexuals amb la minyona Lola, s'imposa la missió apartar del "mal camí" a qui ell anomena "ovelles negres". Així emmetzina a Lola i al seu amic Emilio, i després de confessar el seu crim al pare Crisóstomo també l'emmetzina per tal que no el delati.

## Repartiment
- Miguel Rellán - Adolfo de la Cruz, adult
- Juan Diego Botto - Adolfo de la Cruz, nen
- Josep Sazatornil - Pare Benito
- Maribel Verdú - Lola
- Juanjo Artero - Fernando
- Gabino Diego - Emilio
- Francisco Vidal - pare Crisóstomo

## Reconeixements
Fou nominada al Goya al millor director novell.